# Софиевская волость (Верхнеднепровский уезд)
Софиевская волость — административно-территориальная единица Верхнеднепровского уезда Екатеринославской губернии.
По состоянию на 1886 год насчитывала 1 поселение, 1 сельскую общину. Население — 5323 человека (2735 мужского пола и 2588 женского), 762 дворовых хозяйства.
|                       | Площадь десятин | В том числе пахотной, десятин |
| --------------------- | --------------- | ----------------------------- |
| Сельских общин        | 15 452          | 10 757                        |
| Частной собственности | -               | -                             |
| Другой собственности  | 120             | 40                            |
| В общем               | 15 572          | 10 807                        |

Поселение волости:
- Софиевка — село над рекой Каменка в 25 верстах от уездного города, 3542 человека, 550 дворов, православная церковь, еврейский молитвенный дом, школа, постоялый двор, 5 лавок, 2 винных склада, 4 ярмарки, базары по четвергам.

По данным на 1908 год к волости была присоединена территория бывшей Энгельгардто-Василевской волости, образовалось несколько выделенных хуторов, общее население волости выросло до 16 095 человек (7884 мужского пола и 8211 женского), 2254 дворовых хозяйства.